# Brothers in Arms (jeu vidéo, 2008)
Pour les articles homonymes, voir Brothers in Arms.
Brothers in Arms est un jeu de tir à la troisième personne en 3D développé et publié par Gameloft pour le service de jeux mobiles N-Gage. C'est un portage de Brothers in Arms DS basé sur la série Brothers in Arms de Gearbox. 